# Darren Fenn
Darren Fenn, né le 17 février 1980, à North Tonawanda, dans l'État de New York, est un joueur américain de basket-ball. Il évolue au poste de pivot.

## Palmarès
- Coupe de Russie 2004
- Coupe de Bosnie-Herzégovine 2005
- Champion d'Allemagne 2007